# 第二屆新加坡金曲獎得獎名單
《第二屆新加坡金曲獎》（註：第二屆933醉心金曲獎），於1994年舉行。大會司儀為933DJ馮慧詩和江江。

## 最佳唱片製作獎
迷——王菲——楊明煌

## 最佳金曲獎
吻別——張學友

## 最佳本地作詞獎
太傻——陳佳明

## 最佳本地作曲獎
太傻——巫啟賢

## 最佳作詞獎
我願意——姚謙

## 最佳作曲獎
用心良苦——張宇

## 最佳編曲獎
我願意——Nathan Wang

## 最佳唱片包裝獎
為情所困——梁朝偉

## 最受歡迎男歌手獎
張學友

## 最受歡迎女歌手獎
蘇慧倫

## 最佳本地歌手獎
巫啟賢

## 最佳組合獎
草蜢

## 最佳新人獎
王菲

## 傳媒推薦（本地新人）獎
陳潔儀

## 醉心榮譽獎
- 本地榮譽獎 梁文褔
- 龍虎榜榮譽獎 劉德華

## 相關連結
- 新加坡金曲獎